# Tití de Goeldi
El tití de Goeldi (Callimico goeldii) és una espècie de mico de la família dels cal·litríquids que es troba a Bolívia, el Brasil, Colòmbia, l'Equador i el Perú. Durant l'estació humida acostumen a menjar fruits, insectes, aranyes, llangardaixos, granotes i serps. A l'estació seca també s'alimenten de bolets, essent els únics micos tropicals que ho fan.